# Alla Amidas
Alla Amidas war ein König von Aksum, der um 540 regierte.
Alla Amidas ist so gut wie nur von seinen Münzen bekannt. Es wird vermutet, dass er zusammen mit seinem Vorgänger Kaleb herrschte, doch ist dies nicht bewiesen.